# Le Christ en croix (David)
Pour les articles homonymes, voir Le Christ en croix.
Le Christ en croix est un tableau à thème religieux peint en 1782 par Jacques-Louis David. Résultant d'une commande pour le maréchal Louis de Noailles et son épouse Catherine de Cossé-Brissac il est destiné à la chapelle familiale de l'église des Capucins de Paris. Celle-ci sera détruite au premier Empire pour le percement de la rue de la paix. C'est un des rares tableaux religieux du peintre. Il est accroché dans l'église Saint-Vincent de Mâcon.